# 西鉄7000形電車
西鉄7000形電車（にしてつ7000けいでんしゃ）は、2000年（平成12年）に製造された西日本鉄道の通勤形電車。本項では、2003年（平成15年）に登場した西鉄7050形電車（にしてつ7050けいでんしゃ）についても記述する。

## 概要
老朽化していた元特急車形車両1000形の置き換えと天神大牟田線花畑 - 大牟田間普通列車のワンマン運転開始に伴う甘木 - 宮の陣 - 大牟田間の直通運転を目的として6050形をベースに性能の向上とコストダウンが達成されたとして、2両編成2本（4両）が製造され、2001年（平成13年）2月17日に天神大牟田線で営業運転を開始した。その後、2001年度末までに2両編成11本（22両）が製造された。
7050形は、7000形とともに甘木 - 大牟田間の直通ワンマン列車に使用されていた600形の置き換えのため2003年（平成15年）2月に2両編成9本（18両）が製造された。7000形とは側面の扉配置および内装が異なるが、台車・機器などの基本構造はほぼ同一である。
両形式同士、また、6000・6050形と併結しての運転が可能である。

## 車両構造

### 7000形

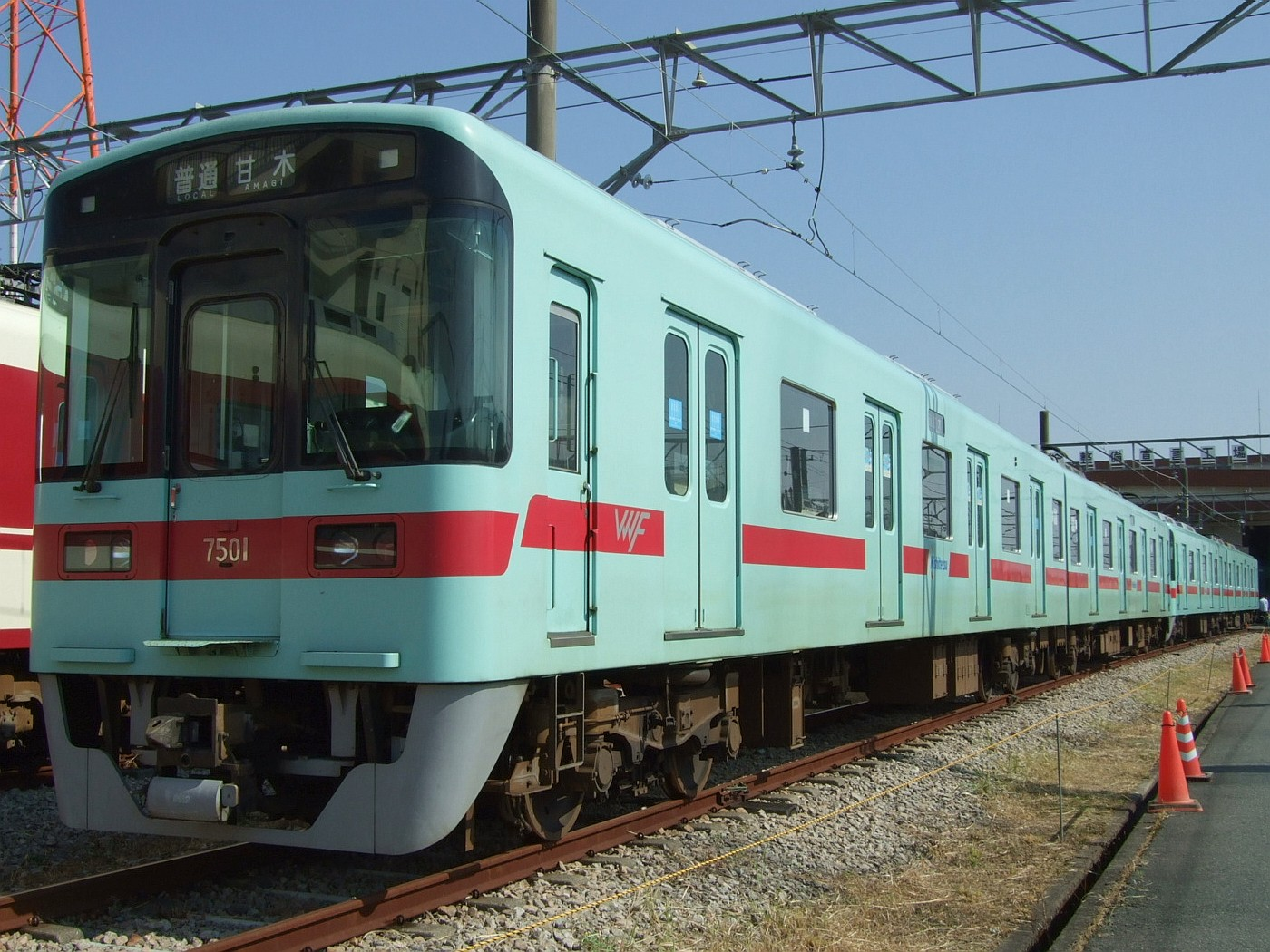
7000形 7501-7101-7506-7106（登場時、VVVFマーク付き）

#### 車体

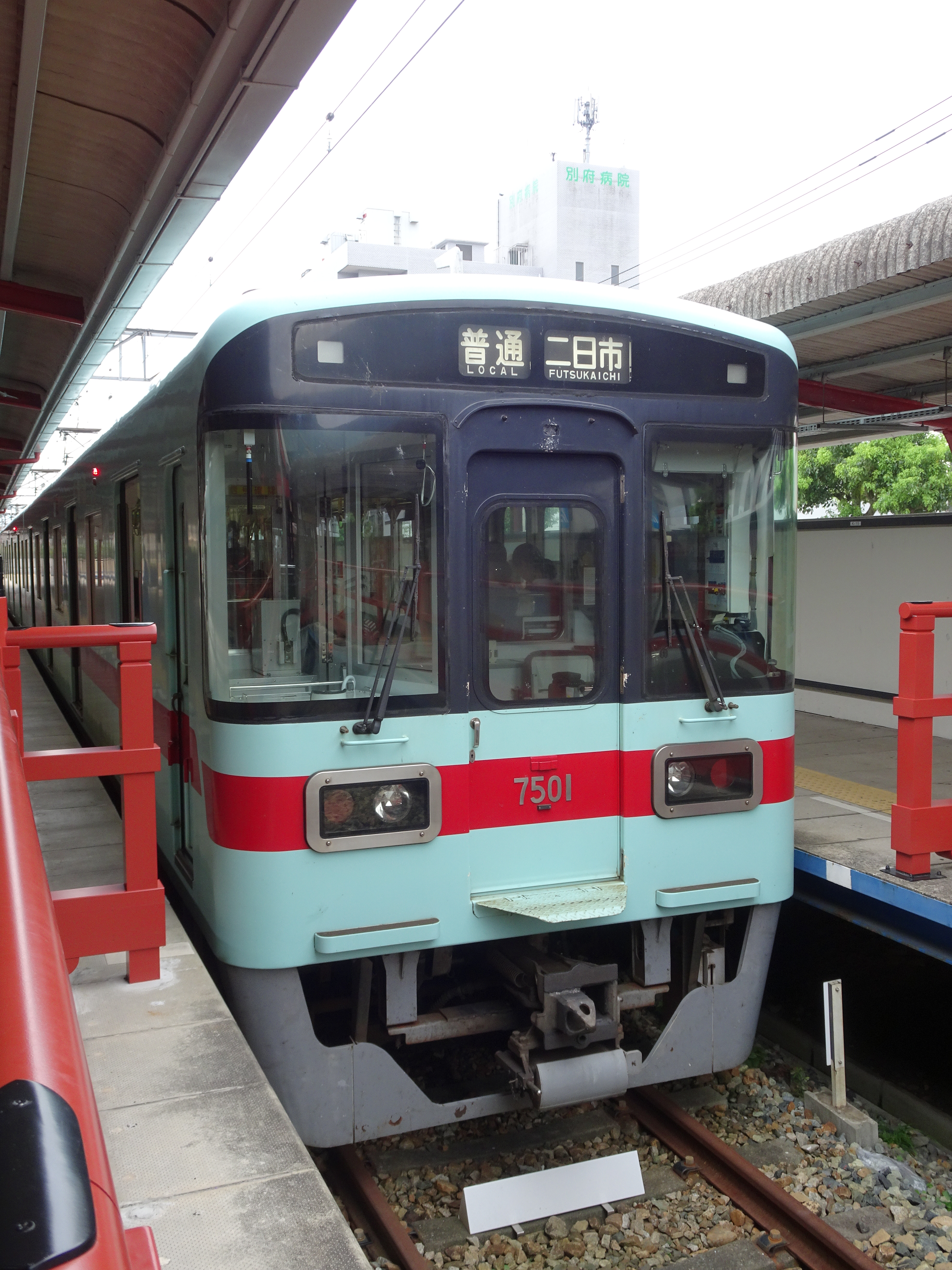
前照灯及び尾灯の周りに銀縁が取り付けられた車両

先頭部は5000形や6000形から続いたデザインを一新し、左右対称の前面窓の部分は両端ともパノラミックウィンドウとして視界を確保し、その周りを黒で縁取っている。貫通式構造で、貫通扉は、本形式より運転台側にオフセットされる。前面窓の真下に西鉄では初となる前照灯・尾灯の一体型ランプを設け（それまでは丸型であった) また2014年頃よりライトケースを整備した。前面上部に種別表示灯を設置しいる。車体そのものは普通鋼製だが、屋根・床・客用扉はステンレス製である。
側面は両開き式の片側4扉で、客室側窓は運転席寄りと妻面寄りが1段下降式、それ以外は固定式である。ワンマン運転時は種別表示部に緑幕で「ワンマン」と表示するため、600形に存在したワンマン表示灯は廃止している。空調装置は、集約分散式を1両あたり4基搭載するが、2基を一体のカバーで覆っているため外観上は屋根上に2ユニットが搭載されている。また、クーラーユニットの真ん中に車外スピーカーを設置している。
車体塗装は5000形以降の天神大牟田線通勤形車両で採用されている、アイスグリーン地にボンレッド帯を配している。運転席扉脇にはVVVFのロゴマークをデザインしている。

#### 車内

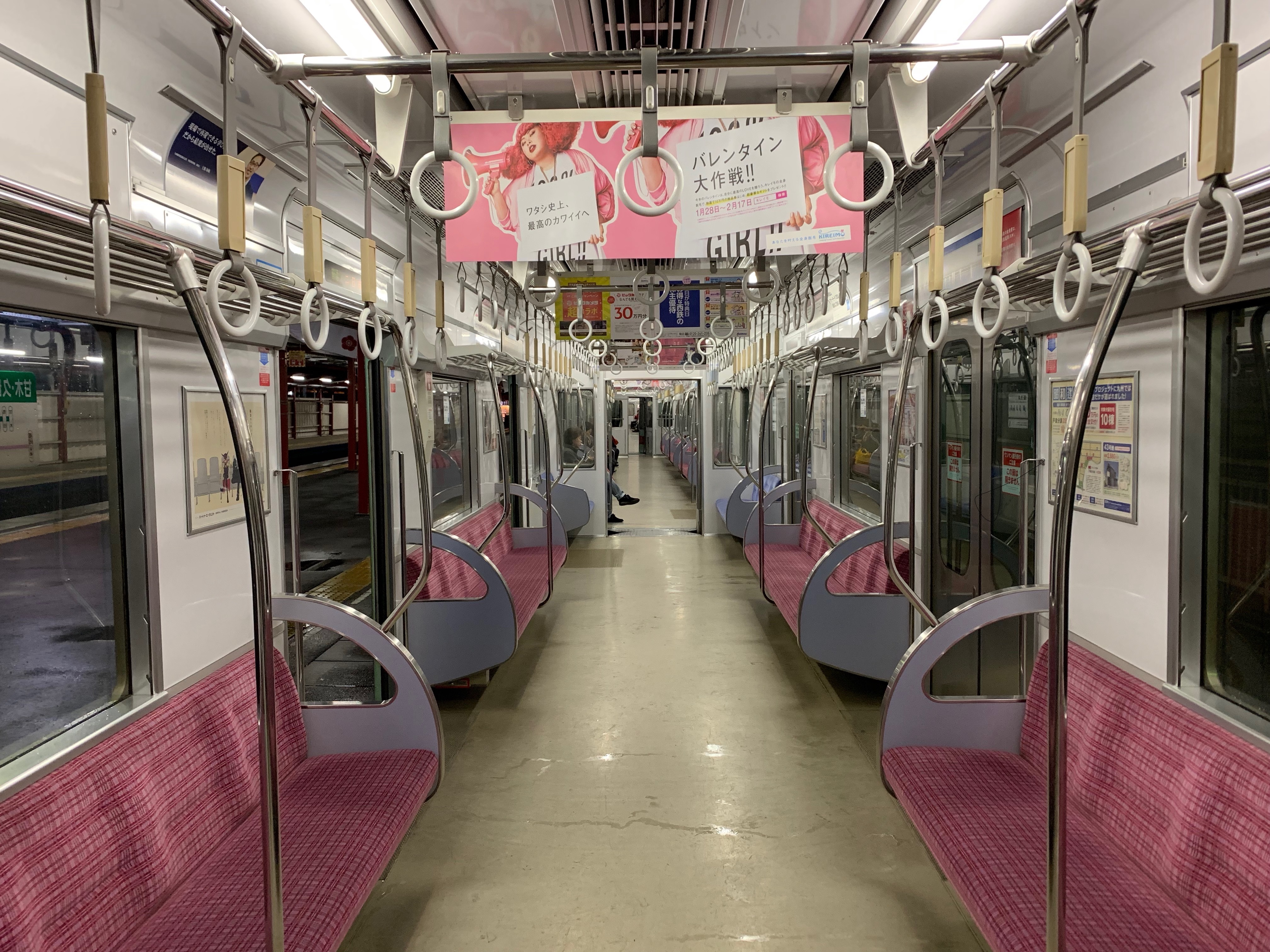
7000形の車内

定員は各車とも130人である。
座席は片持ち式の6人掛けのロングシートである。座席モケットの色はワインレッドで、連結面の優先席は青色となっている。また、定員着席を促すために座面形状はバケットタイプとなり、座席中央にはスタンションポールを設置している。連結面にはバリアフリーの一環として車椅子スペースを設置し、床面を滑りにくい形状としている。2003年から2005年にかけて7050形と同等のLED式旅客案内表示器を客用扉車内側上部に増設した。客用扉の車内側はステンレス無塗装仕上げとされた。客室の窓にワンマン運転区間の路線図が貼り付けられている。
ワンマン運転に対応した構造となっているが、整理券発券機・運賃箱・運賃表示機などは設置されていない。                                                                                                                　

#### 運転装置
運転台は6000・6050形に準じたデスクタイプのT字型ワンハンドルマスコンを採用しており、ワンマン運転時の乗務員の移動性を考慮し、平床式運転台としている。運転席は8000形等で採用されている音声合成式自動案内放送装置と、カラーディスプレイ表示の運転支援装置を装備している。また、本形式より空調設定については、カラーディスプレイで設定を行う。

#### 台車・機器
台車はボルスタレス台車KW161（電動車）、KW162（付随車）の改良型であるKW-161A（電動車）、KW-162A（付随車）を採用しており、増粘着噴射装置（セラジェット）が本形式より、全ての編成に搭載している。
制御装置には西鉄では初めて半導体素子にIGBTを用いた東芝製VVVFインバータ制御が採用され静止形インバータ（SIV)と一体化され、床下機器の小型化が図られている。主電動機SEA-385の定格出力は170kWで起動加速度3.0km/h/s・最高速度120km/hのスペックを有するが、連結面側の台車の中央寄りの車軸には電動機を装備しない1C3M方式を採用しているため、起動加速度2.6km/h/s・最高速度110km/hにデチューンしている。　　　
パンタグラフは、下枠交差式2基をモ7100に搭載する。
連結器は6000形・6050形と同様の電気連結器付き廻り子式密着連結器を装備するが、非常時に備え、5000形以前のトムリンソン式密着連結器装備の車両と連結するためのアダプターが装備されている。

## 7050形

### 7000形からの設計変更点

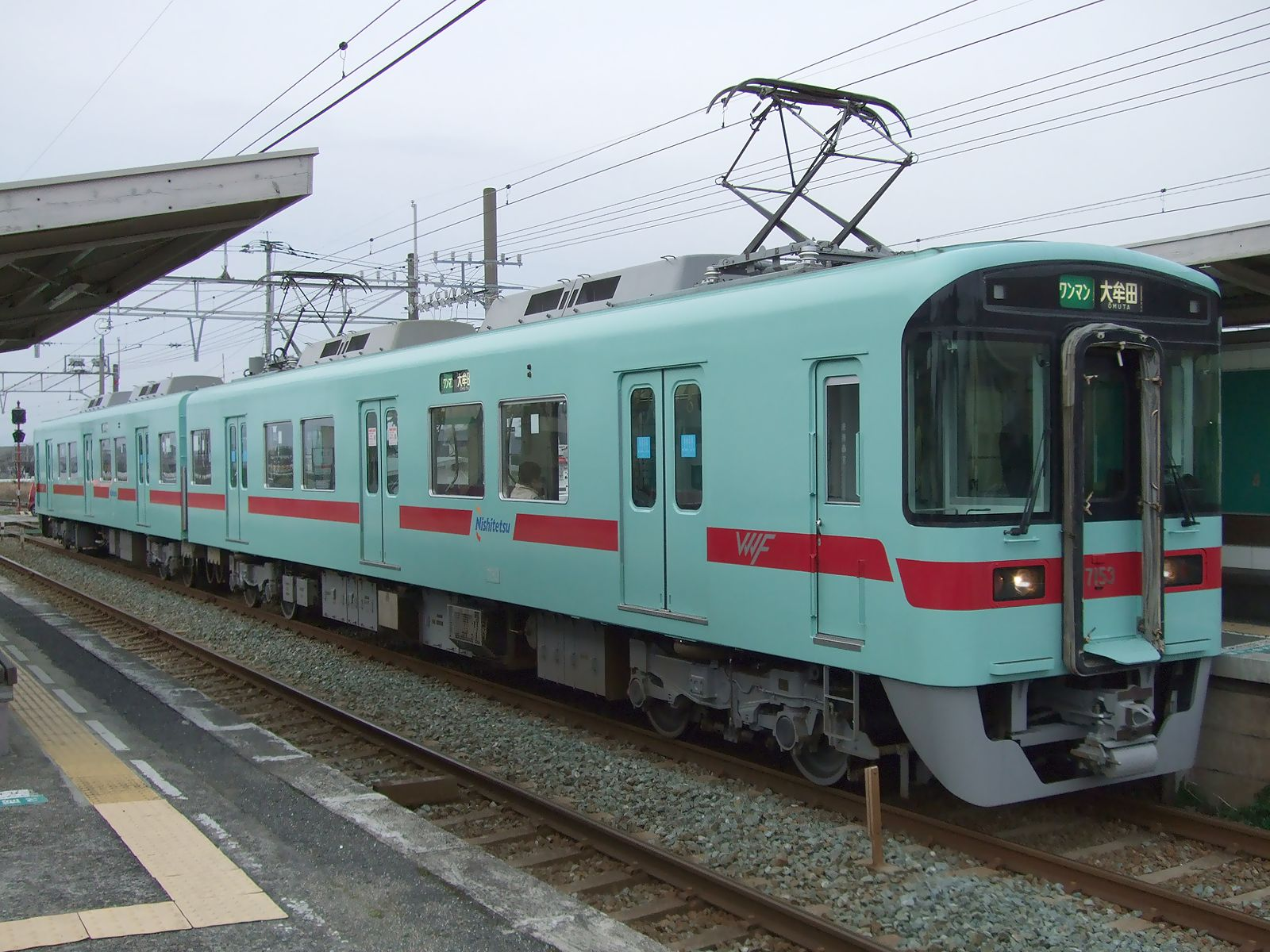
7050形 7153-7553

ラッシュ時における混雑率が減少したことや甘木線内におけるワンマン運行は中間ドアを締め切り扱いにして運行していたため、座席を増やしたほうが合理的だとされ乗降ドアが両開き3扉へと変更された。客室側窓は7000形と同様の構造であるが、3扉とされたため扉間に2枚ずつ配される構造となっている。
座席は7000形と同タイプであるが、3扉とされたことから扉間は10人掛け・車端部は5人掛けとなった。さらに客用扉上部にはLED式案内表示器が設置され、車椅子スペース部の壁面にはヒーターが設置された。また、乗務員室には車椅子乗降用のスロープが常備された。それ以外の部分は、ほぼ7000形と同一構造である。
また、2025年度から2027年度にかけて、車両再生工事を施した7050形8編成を貝塚線に転属させる見込みであったが、1両あたりの定員が600形より9人減少すること、貝塚線のラッシュ時における混雑緩和を視野に転属対象から外れていた1編成も追加され、7050形全編成が貝塚線に転属する見通しとなった。

## 編成
両形式とも制御電動車（Mc）のモ7100と制御付随車（Tc）のク7500のMT比1:1の2両固定編成で中間車はなく、下り側（大牟田方）にモ7100、上り側（福岡（天神）・太宰府・甘木方）にク7500を連結している。モ7100は床下にVVVFインバータ制御装置・補助制御装置・トランスリアクトル・断流器を装備し、屋根上に下枠交差型パンタグラフを2基設置し、前面に貫通幌を装備している。ク7500には電動空気圧縮機・ブレーキ装置・蓄電池・非常連結器箱・補助制御装置などを装備している。

## 運用

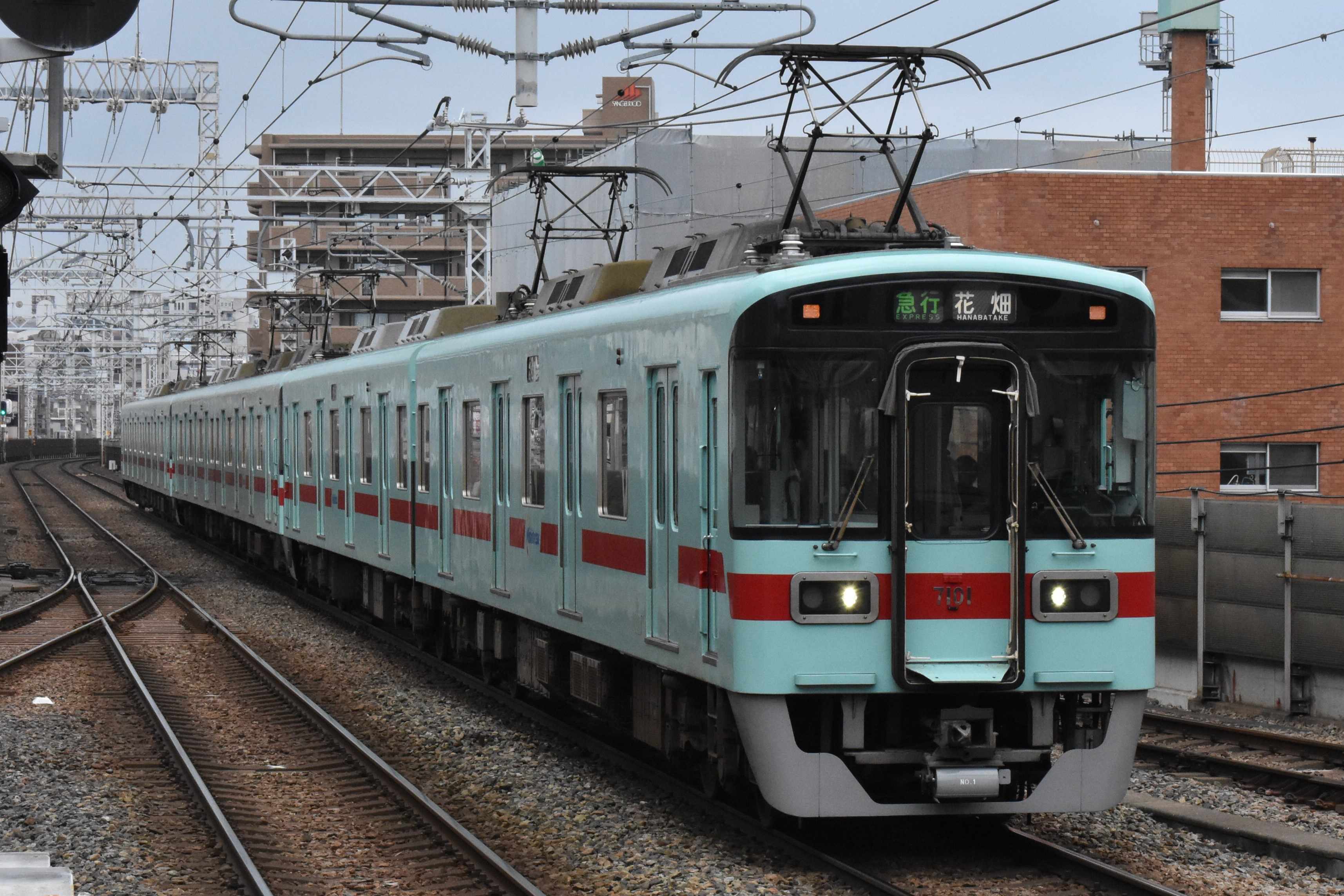
7000形6連による急行運用

天神大牟田線・甘木線・太宰府線の全線・全区間で運用している。甘木線では全列車が7000形・7050形による運転となっている。
主に西鉄福岡（天神） - 大善寺間は2両編成を2本連結した車掌乗務の4両編成、甘木 - 宮の陣 - 大牟田間は2両編成のワンマン運転を行なっている。早朝には二日市・筑紫から大牟田方面に車掌乗務の2両編成の運用も設定されている。なお、2両編成によるワンマン運転の際は中間扉が締切扱いとなる。2022年8月のダイヤ改正より、終日太宰府線への乗り入れがなくなった。
7000形は落成当初は2本の編成を連結した4両編成の状態で普通列車に使用していたが、2001年11月10日のダイヤ改正から甘木 - 大牟田間の直通運転を開始し、600形とともに同運用にも使用するようになった。その後7050形を増備したことで同運用の600形を全面的に置き換えた。
7050形は甘木 - 大牟田間に特化し運用されている。
ダイヤ乱れや稀な代走を除き、優等種別での運用はかったものの、2022年3月より6000形・6050形との異形式併結運用が始まったことで、優等種別への投入機会が増えている。2025年以降、6000系列7両4ドア運用とともに7000形の2両×3編成による6両4ドア特急が日中にも定期的に走るようになっており、優等種別への投入は日常的になっている。
過去には平日早朝に上り4両急行1本で定期運用が存在した。

## イベント列車・ラッピング等

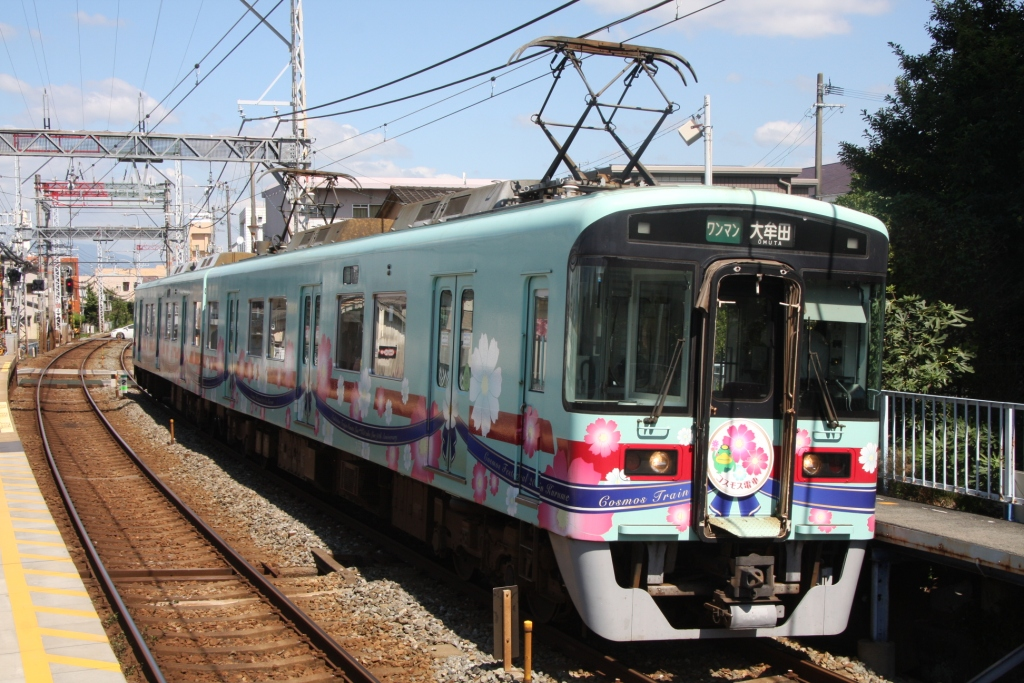
2014年の7050形「コスモス電車」

久留米市などとの連携企画で、2014年から2017年まで毎年秋に、7050形2編成に同市の市花であるコスモスをデザインしたラッピングを施した「コスモス電車」を運行した。
三潴郡大木町との連携企画で、7050形7155編成に、2017年2月から5月11日まで3000形（3012編成）に施されたのとほぼ同じデザインのラッピングを施し「おお貴族ラッピング」として同年4月より運行していた。
福岡県警察などより、毎季に実施される「全国交通安全運動」や、春や冬の時期に実施される「事故防止特別総点検」「年末年始輸送安全総点検」などを実施している期間は、専用ヘッドマークを掲出し運行する。